# Distrito de Güngören
Güngören es un pequeño distrito industrial de Estambul, Turquía. Cuenta con una población de 314.271 habitantes (2008).

## Historia
El origen del distrito se remonta a un pequeño pueblo llamado Vidos. Se trataba de una zona rural en la que se asentaron numerosos migrantes originarios de Anatolia en los años 1950. Posteriormente se construyó la carretera principal hacia el oeste, alrededor de la cual se construyeron casas, muchas de ellas ilegales. En la actualidad, resulta difícil distinguirlo de los distritos limítrofes de la zona industrial, al norte de la autopista E5, áreas como Merter o las zonas más pobres de Bahçelievler.

## Güngören en la actualidad
Los barrios dedicados a viviendas son más antiguos y con un mejor desarrollo que otros que se crearon en los años 1980, como Esenler o Bağcılar. Aun así, las calles son estrechas y los edificios se componen de seis o siete alturas. Aunque las edificaciones están mejor conservados y existen más tiendas que en otros barrios, el nivel de vida es bajo.